# Wola Mikorska
Wola Mikorska – wieś w Polsce położona w województwie łódzkim, w powiecie bełchatowskim, w gminie Bełchatów, przy drodze wojewódzkiej nr 484, z Bełchatowa do Łasku. Wieś położona jest ok. 5 km od Bełchatowa.
W latach 1975–1998 miejscowość administracyjnie należała do województwa piotrkowskiego.